# 舌羊齒目
舌羊齒目（學名：Glossopteridales）是已滅絕的種子蕨門下的一目，出現於二疊紀時的岡瓦那大陸上，在三疊紀早期時絕滅。其下最知名的屬為舌羊齒屬。其特征为单叶呈披针或倒披针形，具明显中脉和结成长多边形单网眼的侧脉，主要分布于冈瓦纳大陆南部，寒温带及寒带地区。

## 外部連結
- 舌羊齒目 （页面存档备份，存于）

1. ↑  Delevoryas, T. . Science. 1969-08-29, 165 (3896): 895–896. ISSN 0036-8075. doi:10.1126/science.165.3896.895 （英语）.